# Вајнберген
Вајнберген (њем. Weinbergen) општина је у њемачкој савезној држави Тирингија. Једно је од 47 општинских средишта округа Унструт-Хајних. Према процјени из 2010. у општини је живјело 3.163 становника. Посједује регионалну шифру (AGS) 16064066.

## Географски и демографски подаци
Вајнберген се налази у савезној држави Тирингија у округу Унструт-Хајних. Општина се налази на надморској висини од 191 метра. Површина општине износи 43,8 km². У самом мјесту је, према процјени из 2010. године, живјело 3.163 становника. Просјечна густина становништва износи 72 становника/km².